# ژوا فرانسیسکو
ژوا فرانسیسکو (پرتغالی: João Francisco؛ زادهٔ ۲۸ ژانویهٔ ۱۹۴۷) یک مربی فوتبال اهل برزیل است.